# 20 юли
20 юли е 201-вият ден в годината според григорианския календар (202-ри през високосна). Остават 164 дни до края на годината.

## Събития
- 791 г. – Българската армия, командвана от кан Кардам, побеждава византийската армия, командвана от император Константин VI, в битката при крепостта Маркели (дн. Карнобат).
- 1031 г. – Анри I става крал на Франция.
- 1402 г. – В Битката при Ангора азиатският емир Тимур разгромява армията на османския султан Баязид I.
- 1810 г. – В Богота е обявена независимостта на Нова Гранада (бъдещата Велика Колумбия) от Испания.
- 1877 г. – Руско-турска война (1877–1878): Начало на Обсадата на Плевен
- 1878 г. – С указ на княз Александър Дондуков-Корсаков се създава Българската армия.
- 1891 г. – На връх Бузлуджа (дн. Хаджи Димитър) е учредена Българската социалдемократическа партия.
- 1903 г. – Избухва Илинденско-Преображенското въстание.
- 1917 г. – Първата световна война: Подписана е Декларацията от Корфу, според която сърби, хървати и словенци образуват общата държава Кралство на сърби, хървати и словенци със столица Белград.
- 1921 г. – Публикуван е първият български Закон за авторското право.
- 1924 г. – В Париж е основана Международната организация по шахмат – ФИДЕ.
- 1926 г. – Методистката църква приема правото на жените да бъдат свещеници.
- 1928 г. – Правителството на Унгария издава декрет, съгласно който задължава циганите да приемат постоянно пребиваване и да спазват всички граждански закони.
- 1933 г. – В Лондон се състои 500-хилядна демонстрация срещу антисемитизма.
- 1941 г. – Съветският ръководител Сталин създава НКВД, като обединява Министерството на вътрешните работи и Държавна сигурност, и назначава Лаврентий Берия за негов шеф.
- 1944 г. – Втората световна война: Адолф Хитлер оцелява в атентат, организиран от германския офицер Клаус фон Щауфенберг.
- 1949 г. – Шестото великото народно събрание избира Васил Коларов за председател на Министерския съвет.
- 1949 г. – Израел и Сирия подписват споразумение за прекратяване на тяхната 19-месечна война.

- 1956 г. – Франция признава независимостта на Тунис.
- 1969 г. – Програма Аполо: Пилотираният космически кораб Аполо 11 успешно каца на Луната в Морето на спокойствието. Седем часа по-късно американците Нийл Армстронг и Бъз Олдрин стават първите хора, които стъпват на чужд свят.
- 1973 г. – Полет 404 на „Джапан Еър Лайнс“ със 123 пътници и 22 членове на екипажа на борда, е отвлечен от Народния фронт за освобождение на Палестина и Японската „червена армия“.
- 1974 г. – Турската армия окупира Северен Кипър, след военния преврат, организиран от гръцката военна хунта.
- 1975 г. – Открит е електропроводът, свързващ енергийните системи на Турция и Народна република България.
- 1976 г. – Американският космически кораб Вайкинг-1 успешно каца на Марс след 11-месечно пътешествие.
- 2001 г. – НДСВ и ДПС подписват политическо споразумение за създаване на коалиция за съвместно управление.

## Родени
- 356 г. пр.н.е. – Александър Македонски, владетел на Древна Македония († 323 г. пр.н.е. г.)
- 1304 г. – Франческо Петрарка, италиански поет и хуманист († 1374 г.)
- 1519 г. – Инокентий IX, римски папа († 1591 г.)
- 1774 г. – Огюст Мармон, френски маршал († 1852 г.)
- 1785 г. – Махмуд II, султан на Османската империя († 1839 г.)
- 1847 г. – Макс Либерман, германски художник († 1935 г.)
- 1850 г. – Георг Елиас Мюлер, германски психолог († 1934 г.)
- 1860 г. – Димитър Перниклийски, български военен деец († 1936 г.)
- 1864 г. – Ерик Аксел Карлфелт, шведски писател, Нобелова награда за литература през 1931 г. († 1931 г.)
- 1872 г. – Стенли Финч, първият директор на ФБР († 1951 г.)
- 1873 г. – Алберту Сантус-Дюмон, бразилски пионер в авиацията († 1932 г.)
- 1876 г. – Ото Блументал, германски математик († 1944 г.)
- 1878 г. – Александър Радославов, български революционер († 1951 г.)
- 1878 г. – Петър Манджуков, български революционер († 1966 г.)
- 1880 г. – Херман Кайзерлинг, германски философ и писател († 1946 г.)
- 1881 г. – Недялко Атанасов, български политик († 1960 г.)
- 1882 г. – Иван Ингилизов, български революционер († 1944 г.)
- 1883 г. – Александър Андреев, български революционер († 1928 г.)
- 1888 г. – Емил Зегадлович, полски писател († 1941 г.)
- 1895 г. – Ласло Мохой-Над, унгарски художник и фотограф († 1946 г.)
- 1914 г. – Дядо Добри, български църковен дарител († 2018 г.)
- 1919 г. – Едмънд Хилъри, новозеландски планинар и изследовател († 2008 г.)
- 1920 г. – Дик Лукас, американски аниматор († 1997 г.)
- 1922 г. – Ангел Солаков, български политик († 1998 г.)
- 1925 г. – Жак Делор, бивш председател на европейската комисия († 2023 г.)
- 1926 г. – Александър Александров, български актьор († 2009 г.)
- 1927 г. – Матилда Караджиу Мариоцяну, румънски лингвист († 2009 г.)
- 1930 г. – Стефан Кънев, български композитор и педагог († 1991 г.)
- 1932 г. – Ото Шили, германски политик
- 1933 г. – Кормак Маккарти, американски романист († 2023 г.)
- 1934 г. – Уве Йонзон, германски писател († 1984 г.)
- 1938 г. – Натали Ууд, американска актриса († 1981 г.)
- 1939 г. – Георги Г. Георгиев, български актьор († 2008 г.)
- 1941 г. – Людмила Чурсина, руска актриса
- 1946 г. – Йовчо Савов, български художник-карикатурист, поет, архитект
- 1946 г. – Васил Банов, български актьор († 2025 г.)
- 1947 г. – Карлос Сантана, мексикански китарист
- 1947 г. – Герд Биниг, германски физик, Нобелов лауреат през 1986 г.
- 1948 г. – Христо Темелски, български църковен историк († 2025 г.)
- 1949 г. – Маруся Любчева, български политик
- 1951 г. – Даниил, румънски патриарх
- 1953 г. – Дейв Евънс, британски певец и музикант
- 1959 г. – Джована Амати, италиански пилот от Формула 1
- 1961 г. – Илия Желев, български художник
- 1964 г. – Крис Корнел, американски музикант († 2017 г.)
- 1965 г. - Ваня Добрева, литературен историк и критик, общественик и политик
- 1969 г. – Джош Холоуей, американски актьор
- 1973 г. – Петер Форсберг, шведски състезател по хокей на лед
- 1973 г. – Хокон Магнус, норвежки престолонаследник
- 1975 г. – Саша Симонович, сръбски футболист
- 1980 г. – Жизел Бюндхен, бразилски фотомодел
- 1983 г. – Виктор Танев, български актьор
- 1991 г. – Илина Мутафчиева, български политик
- 1993 г. – Алиша Дебнам-Кери, американска актриса
- 2000 г. – Денис Теофиков, български попфолк певец († 2021 г.)

## Починали
- 1031 г. – Робер II, крал на Франция (* 972 г.)
- 1816 г. – Гаврил Державин, руски поет (* 1743 г.)
- 1862 г. – Йохан Готлиб Ньоремберг, германски физик (* 1787)
- 1872 г. – Людевит Гай, хърватски писател (* 1809)
- 1897 г. – Джин Инджелоу, английска поетеса и романистка (* 1820 г.)
- 1901 г. – Уилям Козмо Монкхаус, английски поет и критик (* 1840 г.)
- 1903 г. – Лъв XIII, римски папа (* 1810 г.)
- 1908 г. – Деметриус Викелас, първи президент на МОК (* 1835 г.)
- 1923 г. – Мария фон Батенберг, германска принцеса (* 1852 г.)
- 1923 г. – Панчо Виля, мексикански революционер (* 1878 г.)
- 1926 г. – Феликс Дзержински, руски революционер и политик от полски произход (* 1877 г.)
- 1927 г. – Фердинанд I, Крал на Румъния (* 1865 г.)
- 1935 г. – Константин Лекарски, български агроном (* 1853 г.)
- 1937 г. – Гулиелмо Маркони, италиански електроинженер, Нобелов лауреат през 1909 (* 1874 г.)
- 1945 г. – Пол Валери, френски поет (* 1871 г.)
- 1951 г. – Абдула I, крал на Йордания (* 1882 г.)
- 1951 г. – Йохана Лойзингер, съпруга на княз Александър I Батенберг (* 1865 г.)
- 1954 г. – Елеонора Крюгер, руска благородничка (* ?)
- 1955 г. – Калуст Гулбенкян, британски предприемач (* 1869 г.)
- 1973 г. – Брус Лий, американски актьор и майстор на бойните изкуства (* 1940 г.)
- 1977 г. – Фридрих Георг Юнгер, германски писател (* 1898 г.)
- 1979 г. – Хърбърт Бътърфийлд, британски историк (* 1900 г.)
- 1981 г. – Абрам Кардинер, американски лекар (* 1891 г.)
- 1994 г. – Пол Делво, белгийски художник (* 1897 г.)
- 2000 г. – Джоузеф Инрайт, американски морски офицер (* 1910 г.)
- 2004 г. – Антонио Гадес, испански хореограф (* 1936 г.)
- 2006 г. – Жерар Ури, френски режисьор (* 1919 г.)
- 2007 г. – Кай Сигбан, шведски физик, Нобелов лауреат (* 1918)
- 2017 г. – Честър Бенингтън, вокалист на групата „Linkin Park“ (* 1976 г.)

## Празници
- Международен ден на шахмата (по повод основаването на ФИДЕ на 20 юли 1924 г. в Париж)
- Илинден – нов стил (пророк Илия)
- България – Професионален празник на пивоварите – Определен с Решение на УС на Съюза на пивоварите в Република България през 1996 г. Чества се в Деня на св. Пророк Илия поради това, че кръстителят на Съюза – епископ Наум Агатоникийски, избира Светия Пророк за покровител на пивоварите.
- Кипър – Ден на мира и свободата
- Колумбия – Обявяване на независимост (1810 г. от Испания, национален празник)
- Норвегия – Рожден ден на престолонаследника Хаакон Магнус
- Япония – Ден на морето